# Nguyễn Đình Khánh Phương
Nguyễn Đình Khánh Phương (sinh ngày 1 tháng 11 năm 1995) là một á hậu, người mẫu người Việt Nam. Cô là Á hậu 2 cuộc thi Hoa hậu Biển Việt Nam 2016 cùng với giải phụ Người đẹp Thân thiện và đại diện Việt Nam tham dự cuộc thi Hoa hậu Siêu quốc gia 2017 và xuất sắc lọt Top 25 cùng giải phụ Miss Internet. Cô từng là sinh viên khoa Quản trị kinh doanh Trường Đại học Nha Trang. Cô tham dự Hoa hậu Hoàn vũ Việt Nam 2022 và dừng chân ở Top 71 bán kết.

## Tiểu sử
Khánh Phương sinh năm 1995 tại Khánh Hòa, cô từng là sinh viên chuyên ngành quản trị kinh doanh tại trường Đại học Nha Trang. Hiện cô làm việc và sinh sống tại Thành phố Hồ Chí Minh.

## Cuộc sống gia đình
Gia đình Khánh Phương gia giáo nên hơi truyền thống, không ủng hộ Khánh Phương khi cô tham gia cuộc thi nhan sắc.

## Sự nghiệp
Năm 2016, cô tham gia và đoạt danh hiệu Á hậu 2 chung cuộc tại cuộc thi Hoa hậu Biển Việt Nam cùng giải phụ Người đẹp Thân thiện, đăng quang Hoa hậu là Phạm Thùy Trang và Á hậu 1 là Nguyễn Thị Bảo Như.
Năm 2017, cô thay thế Hoa hậu Việt Nam 2008 Trần Thị Thùy Dung đại diện Việt Nam tham gia Hoa hậu Siêu quốc gia và lọt vào Top 25 chung cuộc cùng với giải phụ Miss Internet qua Facebook Vote.
Năm 2022, cô tranh tài tại Hoa hậu Hoàn vũ Việt Nam và lọt vào Top 71 chung cuộc sau khi bị loại ở tập 6 được phát sóng vào ngày 21/05/2022.

## Thành tích
- Á hậu 2 Hoa hậu Biển Việt Nam 2016
  - Người đẹp Thân thiện
- Top 25 Hoa hậu Siêu quốc gia 2017
  - Miss Internet
- Top 60 Hoa hậu Hoàn vũ Việt Nam 2022